# 甘十九妹 (小说)
《甘十九妹》是武侠小说作家萧逸创作的一部武侠小说。小说塑造了一位纵横天下的奇女子，甘明珠（甘十九妹）既有盖世神功和旷世姿容，又在性格上处于亦善亦恶、由恶向善转变的矛盾之中。其本性善良，爱憎分明，待善则至仁，对恶出手却从不留半分情面。

## 概述
甘十九妹和尹剑平本有上一代师门留下的不共戴天之仇，但在接触中渐渐产生了深厚的感情。甘十九妹的纯洁善良，尹剑平的侠肝义胆、光明磊落，使得彼此都对对方有着强烈的吸引力。然而他们这对生死相随、恩怨难明的情侣最终选择了兵戎相见，最终相拥而亡。

## 评价
萧逸的代表作之一，讲述了一个爱恨情仇的故事。因仇杀而起的爱情最终因仇杀而落幕。一往又一复，真乃天道如张弓。小说中弥漫着“流水落花春去也”那无可奈何的宿命感。小说最终的悲剧结局，是人物性格发展的必然结果。

## 出版情况
臺灣
- 1988年 遠景出版事業公司

中国大陆 共出版4次
- 1986年 中国友谊出版公司 ISBN 9787505701885
- 1992年 山东文艺出版社 ISBN 9787532909117
- 1998年 太白文艺出版社 ISBN 9787806057087
- 2009年 重庆出版社 ISBN 9787229005740

## 改编电视剧
- 1996年 《甘十九妹 (电视剧)》 山东电视台
- 2015年 《新甘十九妹》